# Erika Szűcs

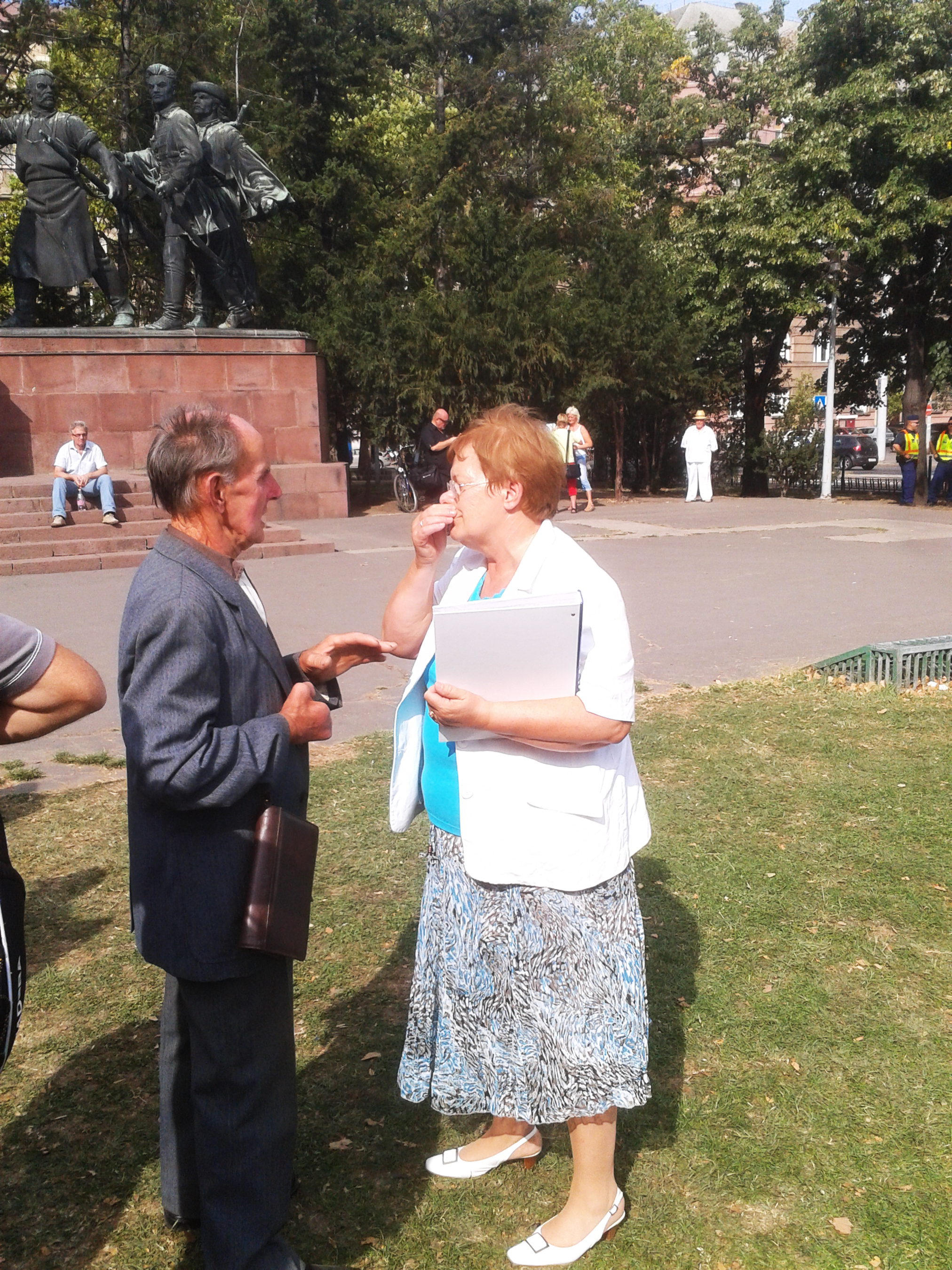
Erika Szűcs (r.) im Gespräch (September 2012)

Erika Mária Szűcs (* 2. April 1951) ist eine ungarische Bankmanagerin und Politikerin. Knapp ein Jahr ab Mai 2008 Ministerin für Arbeit und Soziales, saß sie für die MSZP und die DK als Abgeordnete zwischen 2004 und 2014 im ungarischen Parlament.

## Werdegang
Szűcs studierte an der Karl-Marx-Universität für Wirtschaftswissenschaften, wo sie 1974 bzw. 1981 jeweils graduierte. Später absolvierte sie ein Vertiefungsstudium an der Universität Miskolc.
Szűcs war zunächst im kommunistischen Ungarn für ein Bauunternehmen tätig, ehe sie im Zug der Wende 1989/90 in die Bankwirtschaft wechselte und fortan bei der Magyar Hitelbank in der Kreditvergabe tätig war. 1993 ging sie als Vorsitzende zur in Miskolc ansässigen Agrobank. Nach der Übernahme durch die Mezőbank 1996 wechselte sie bis 1999 an die Spitze der Rákóczi Bank, die 2000 Konkurs anmelden musste. Untersuchungen deuteten auf Unregelmäßigkeiten unter ihrer Leitung hin, die Ermittlungen gegen sie wurden jedoch mangels Beweisen eingestellt.
2002 übernahm Szűcs einen Bürgermeisterposten in Miskolc. 2004 rückte sie für die ins Europäische Parlament gewählte MSZP-Abgeordnete Zita Gurmai ins ungarische Parlament nach und behielt ihr Abgeordnetenmandat nach der Parlamentswahl 2006. Im Zuge einer Kabinettsumbildung durch Regierungschef Ferenc Gyurcsány beerbte sie im Mai 2008 Mónika Lamperth als Ministerin für Arbeit und Soziales. Nach einem konstruktiven Misstrauensvotum durch die regierende MSZP am 14. April 2009 kam es zu einer erneuten Regierungsumbildung unter dem bisherigen Entwicklungs- und Wirtschaftsminister Gordon Bajnai, in dessen Folge Szűcs ihr Regierungsamt an László Herczog abtrat. Als Abgeordnete blieb sie jedoch weiterhin auch nach der Wahl 2010 tätig.
Ende 2010 trat Szűcs an führender Position der von Gyurcsány gegründeten Plattform der Demokratischen Koalition bei, die sich am 22. Oktober 2011 von der (MSZP) abspaltete und als eigenständige Partei Demokratikus Koalíció konstituierte. Bis zur Parlamentswahl 2014 saß sie noch im ungarischen Parlament, verpasste aber anschließend den Wiedereinzug.